# ConvaTec
Convatec Group plc er en medicinalteknologivirksomhed med hovedkvarter i Paddington, London, England. Virksomheden er specialiseret i at levere produkter og tjenester inden for avanceret sårpleje, stomipleje, inkontinens og infusionspleje.
Virksomheden er noteret på London Stock Exchange og er en del af FTSE 100-indekset.

## Historie
Virksomheden blev etableret som en division af E.R. Squibb & Sons, Inc. i 1978 og blev senere opkøbt af Nordic Capital og Avista Capital Partners i 2008. Samme år foretog virksomheden en fusion med Unomedical, en producent af engangsmedicinsk udstyr med hovedkvarter i Danmark. I 2012 blev også kateterproducenten 180 Medical en del af virksomheden. I juni 2015 vandt Convatec en retssag, hvor det blev fastslået, at i patentsammenhæng skulle udtrykket "mellem 1% og 25%" tolkes som afrundet til nærmeste 1%. Et forsøg på at omgå patentet ved at bruge værdien 0,9% var ikke succesfuldt. I oktober 2016 nåede virksomheden en værdi på £4,4 mia. gennem den største første offentlige udbud på London Stock Exchange det år.
Den 15. oktober 2018 meddelte Convatec, at CEO Paul Moraviec ville fratræde med øjeblikkelig virkning, og bestyrelsesmedlem Rick Anderson ville overtage rollen som midlertidig administrerende direktør. Anderson, tidligere formand for Johnson & Johnson, påtog sig rollen.
Den 25. marts 2019 afslørede Convatec, at Karim Bitar, tidligere administrerende direktør for Genus Plc, var blevet udnævnt som administrerende direktør og ville officielt påbegynde sin tjeneste den 30. september 2019. 
Efterfølgende annoncerede Convatec den 19. august 2019, at Dr. John McAdam CBE ville blive formand, med virkning fra den 30. september, samme dag som Karim Bitar tiltrådte rollen som administrerende direktør.

## Virksomhedens drift
Med en medarbejderstab på 10.000 opererer Convatec i mere end 100 lande.